# بخش خنرال لوپز
بخش خنرال لوپز (به اسپانیایی: Departamento General López) یک منطقهٔ مسکونی در آرژانتین است که در استان سانتافه واقع شده‌است. بخش خنرال لوپز ۱۱٬۵۵۸ کیلومتر مربع مساحت و ۱۸۲٬۱۱۳ نفر جمعیت دارد.